# Privilège masculin
 (décembre 2024).
La mise en forme du texte ne suit pas les recommandations de Wikipédia : il faut le « wikifier ».
Les points d'amélioration suivants sont les cas les plus fréquents. Le détail des points à revoir est peut-être précisé sur la page de discussion.
- Les titres sont pré-formatés par le logiciel. Ils ne sont ni en capitales, ni en gras.
- Le texte ne doit pas être écrit en capitales (les noms de famille non plus), ni en gras, ni en italique, ni en « petit »…
- Le gras n'est utilisé que pour surligner le titre de l'article dans l'introduction, une seule fois.
- L'italique est rarement utilisé : mots en langue étrangère, titres d'œuvres, noms de bateaux, etc.
- Les citations ne sont pas en italique mais en corps de texte normal. Elles sont entourées par des guillemets français : « et ».
- Les listes à puces sont à éviter, des paragraphes rédigés étant largement préférés. Les tableaux sont à réserver à la présentation de données structurées (résultats, etc.).
- Les appels de note de bas de page (petits chiffres en exposant, introduits par l'outil «  Source ») sont à placer entre la fin de phrase et le point final[comme ça].
- Les liens internes (vers d'autres articles de Wikipédia) sont à choisir avec parcimonie. Créez des liens vers des articles approfondissant le sujet. Les termes génériques sans rapport avec le sujet sont à éviter, ainsi que les répétitions de liens vers un même terme.
- Les liens externes sont à placer uniquement dans une section « Liens externes », à la fin de l'article. Ces liens sont à choisir avec parcimonie suivant les règles définies. Si un lien sert de source à l'article, son insertion dans le texte est à faire par les notes de bas de page.
- La présentation des références doit suivre les conventions bibliographiques. Il est recommandé d'utiliser les modèles {{Ouvrage}}, {{Chapitre}}, {{Article}}, {{Lien web}} et/ou {{Bibliographie}}. Le mode d'édition visuel peut mettre en forme automatiquement les références.
- Insérer une infobox (cadre d'informations à droite) n'est pas obligatoire pour parachever la mise en page.

Pour une aide détaillée, merci de consulter Aide:Wikification.
Si vous pensez que ces points ont été résolus, vous pouvez retirer ce bandeau et améliorer la mise en forme d'un autre article.
 (décembre 2016).
Si vous disposez d'ouvrages ou d'articles de référence ou si vous connaissez des sites web de qualité traitant du thème abordé ici, merci de compléter l'article en donnant les références utiles à sa vérifiabilité et en les liant à la section « Notes et références ».
En pratique : Quelles sources sont attendues ? Comment ajouter mes sources ?
Le concept de « privilège masculin » est employé dans divers courants théoriques en sociologie, en études féministes et dans les milieux militants pour décrire les inégalités liées au sexe et au genre. Il désigne les avantages sociaux, économiques et politiques dont bénéficient les hommes en raison de leur sexe et/ou de leur genre dans les sociétés patriarcales. Le concept de « privilège masculin » a pour objectif d’identifier l’inégalité et de la rendre visible afin de promouvoir l’égalité.
Le privilège masculin se manifeste généralement à travers les domaines économiques, sociaux et familiaux,,,. Économiquement, les hommes reçoivent fréquemment des salaires plus élevés pour des postes équivalents et accèdent plus facilement aux fonctions de direction, notamment grâce à la valorisation de stéréotypes concernant les compétences en leadership. Du point de vue social, ils sont généralement moins vulnérables au harcèlement sexuel dans l’espace public. Sur le plan familial, on observe que les hommes participent souvent moins aux tâches domestiques et aux soins des enfants, même lorsque les deux partenaires travaillent à plein temps ; ceci est influencé par la persistance des rôles traditionnels liés au genre,,.

## Conceptions du «privilège masculin» en sciences sociales
Introduit pendant la première vague féministe, le concept de privilège masculin a été approfondi au cours de la deuxième vague, notamment par Peggy McIntosh, théoricienne pionnière sur la notion de privilège masculin et de privilège blanc,,, et, séparément, par certaines théories matérialistes,. Ces dernières l'ont utilisé pour systématiser l’analyse de la domination masculine, souligner la subordination des femmes et mettre en évidence l’appropriation de leurs corps au sein du patriarcat,. Initialement perçu comme un privilège acquis de la « classe des hommes », il vise à expliquer, entre autres, l’inaction des hommes face aux inégalités de sexe,,. Selon certaines théories féministes, ce privilège constitue un facteur clé dans le maintien du système patriarcal,,,. Cette conception s’inscrit dans une perspective où la différence entre hommes et femmes est vue comme une construction sociale naturalisée ayant pour objectif la subordination politique des femmes. Dans ce cadre, le terme « sexe » est employé dans un sens proche de celui de « genre » pour montrer comment les différences biologiques sont mobilisées pour justifier une hiérarchisation sociale.
À partir des années 1990, le concept de privilège masculin s’est élargi pour intégrer une analyse centrée sur le genre et la performativité, en particulier dans le champ des Men’s Studies. Cette approche, illustrée par les travaux de chercheuses comme Raewyn Connell (1995), étudie comment les dynamiques de genre, aussi bien au sein de la catégorie « homme » qu’au-delà, contribuent à perpétuer la notion de privilège masculin et le système patriarcal. Les Men’s Studies, qui explorent les avantages sociaux associés à la masculinité, analysent comment différentes formes de masculinité, influencées par des facteurs tels que le sexe, la race, et la classe sociale, participent au maintien des inégalités hommes-femmes. Ces recherches soutiennent que le privilège masculin ne repose pas uniquement sur un statut garanti par la naissance, mais découle également des pressions sociales à se conformer aux normes masculines dominantes et du désir d’accéder aux avantages associés à ce statut,,,,,,,,. En ce sens, dans ce champ d’études, le statut d’« homme » est perçu comme conditionnel à la conformité aux normes sociales, exigeant une réaffirmation constante par des comportements conformes aux attentes sociétales.

## Performativité du genre masculin et privilège masculin
En sociologie et dans les études de la masculinité (Men’s Studies), le privilège masculin est souvent décrit comme étant conditionné par la conformité aux normes de la masculinité hégémonique, une forme dominante d’idéal masculin valorisée dans de nombreuses sociétés. Selon les perspectives critiques issues des études queers et, en particulier, des travaux de Judith Butler, figure importante de la théorie queer, la « performativité du genre » désigne l’ensemble des actions et comportements par lesquels les individus cherchent à se conformer aux idéaux de genre,,. Cette notion souligne que les comportements associés aux catégories de masculinité et de féminité ne relèvent pas de la biologie ou de la nature, mais sont produits par une répétition d’actes dictés par les attentes sociales, contribuant ainsi à la perpétuation de structures de pouvoir inégalitaire liées au genre,,,.
Dans le champ de la sociologie de la masculinité, la performativité du genre masculin est analysée comme une série de comportements adoptés par les hommes pour revendiquer et préserver le privilège associé à la masculinité hégémonique,,,. Les chercheurs observent que ces comportements, qui peuvent être de nature banale ou empreinte de violence, tendent à se manifester lorsque les individus perçoivent un écart entre leurs pratiques et l’idéal masculin dominant, ou lorsqu’ils ressentent une menace à leur identité de genre,,. Dans ce contexte, la performativité masculine agit comme une stratégie pour combler cet écart et réaffirmer la conformité aux normes dominantes,,.
Selon les travaux de Schrock et Schwalbe (2009), chercheurs dans le champ des Men’s studies, les situations de décalage par rapport à l’idéal hégémonique peuvent inciter les hommes à adopter des pratiques dites de « masculinité compensatoire ». Par exemple, certains hommes, notamment ceux occupant des positions subordonnées ou marginalisées dans la sphère publique, comme au travail, peuvent ressentir un manque de reconnaissance de leur masculinité. Ce sentiment peut les conduire à refuser de participer à des tâches domestiques perçues comme féminines. Ce refus leur permet de réaffirmer leur identité masculine au sein de la relation hétérosexuelle, contribuant ainsi à la reproduction des rapports de pouvoir patriarcaux.
La performativité masculine, en tant qu’ensemble d’actes sociaux, est ici comprise comme une dynamique où la crédibilité des comportements performatifs ne dépend pas du sexe biologique de l’individu, mais de leur capacité à être perçus comme authentiques par les témoins de ces actions,,. Dans cette perspective sociologique des Mens Studies, la performativité masculine s’adapte aux ressources disponibles et aux compétences individuelles, en tenant compte de l’impact recherché dans un contexte culturel donné,,. En ce sens, elle est analysée comme un moyen de renforcer les normes de genre et de maintenir le privilège masculin dans les hiérarchies sociales, tant entre hommes qu’au sein de la société dans son ensemble,,.

## Hiérarchie masculine et accès au privilège
Les études sur la masculinité suggèrent que les attentes en matière de masculinité et les privilèges qui en découlent sont souvent liés à la notion de masculinité hégémonique. Ce concept désigne une vision idéalisée, voire inatteignable, de la masculinité qui établit un modèle de comportement auquel les hommes sont encouragés à se conformer,,,,,. Cette masculinité hégémonique varie selon le lieu et le contexte historique, représentant l’idéal masculin dominant dans une société donnée,,. Bien que la masculinité hégémonique ne reflète pas nécessairement la réalité de tous les hommes, elle établit un cadre de normes valorisées qui place certains types de masculinité au sommet de la stratification sociale. Ces caractéristiques hégémoniques sont souvent la blancheur, l’hétérosexualité, la stoïcité, la richesse, la force, l’exigence, la compétitivité et l’autonomie. Selon les théories sur la masculinité hégémonique, les hommes qui incarnent ces caractéristiques célébrées bénéficient de privilèges sociaux accrus,,,,,,,. En revanche, ceux qui s’en éloignent ou qui en sont exclus peuvent chercher à se valoriser sur les aspects où ils correspondent à ces normes ou à promouvoir des formes alternatives de masculinité afin de négocier leur accès à ces privilèges,,,,,,,.
Selon les Men’s Studies, la masculinité hégémonique repose sur un idéal souvent inaccessible pour la majorité des hommes,. Cette inaccessibilité pousse les hommes à des tentatives constantes de redéfinir et reconfigurer cet idéal,. Cependant, ces reconfigurations ne suppriment pas les normes dominantes, mais en créent plutôt de nouvelles, entraînant ainsi d’autres formes d’exclusion et renforçant les hiérarchies masculines existantes,. Ce processus de réactualisation perpétuerait les dynamiques de pouvoir et d’exclusion au sein des masculinités. Raewyn Connell (1995), dans son ouvrage fondateur du champ des Men’s studies, identifie trois catégories interdépendantes de masculinité par rapport à la norme hégémonique, :

### Masculinité subordonnée
Cette catégorie inclut les masculinités considérées comme inférieures et privées de certains privilèges en raison de caractéristiques qui entrent en contradiction avec les attentes de la masculinité hégémonique,. Par exemple, les hommes homosexuels ou ceux dont les comportements sont perçus comme efféminés peuvent être relégués dans cette catégorie,.

### Masculinité complice
Ce groupe comprend les hommes qui ne satisfont pas entièrement aux critères de la masculinité hégémonique et n’ont ainsi pas accès à tous les privilèges, mais qui, en adoptant certains comportements conformes aux normes dominantes, bénéficient néanmoins de plusieurs privilèges,. Cette forme de masculinité n’est pas nécessairement subordonnée, car elle est suffisamment conforme pour intégrer certains traits valorisés par la norme hégémonique, tout en permettant la promotion de formes alternatives de masculinité,.

### Masculinité marginalisée
Cette catégorie regroupe les hommes dont la masculinité est influencée par d’autres facteurs sociaux, tels que la race ou la classe sociale,. Bien qu’ils puissent se conformer à certains aspects de la masculinité hégémonique, ces hommes restent souvent exclus de nombreux privilèges masculins en raison de leur position sociale,.

### Résumé
Les hommes peuvent naviguer entre ces catégories, gagnant ou perdant des privilèges selon leur conformité aux attentes établies ou selon la remise en question d’une partie des attentes hégémonique (masculinité complice),,,,. Cette dynamique de pouvoir au sein de la catégorie masculine montre que la domination masculine est alimentée à la fois par le désavantage face à la masculinité hégémonique et par l’adhésion à celle-ci,,. Autrement dit, les études sur la masculinité soutiennent que les inégalités de genre ne découlent pas d’un statu quo de privilège masculin acquis, mais d’une réactualisation constante de la masculinité par la volonté d’atteindre celui-ci,.
Selon les théoriciens et théoriciennes des Men’s Studies, la masculinité est souvent perçue, à tort, comme une caractéristique innée de l’individu mâle,. Cependant, ces chercheurs et chercheuses soutiennent que la masculinité résulte plutôt d’une construction sociale qui tend à exclure une diversité d’expériences masculines dans le but de soutenir certains impératifs sociaux,,. En d’autres termes, pour qu’elle soit comprise socialement, la masculinité se réfère à des caractéristiques reconnaissables pour l’ensemble sociétal, ce qui a pour effet d’invisibiliser la diversité existante à l’intérieur de la catégorie masculine.

## Position des groupes masculiniste
Certains militants pour le mouvement pour les droits des hommes,souvent qualifié de mouvement masculiniste ou antiféministe par les chercheurs et chercheuses en sociologie des mouvements politique,, contestent l'idée selon laquelle les hommes détiendraient le pouvoir institutionnel et les privilèges associés,. Ils affirment au contraire que les hommes sont fréquemment victimes et désavantagés par rapport aux femmes,.
Les militants pour les droits des hommes, Warren Farrell et Herb Goldberg (en), soutiennent que les hommes sont défavorisés et discriminés, subissant une pression sociale plus forte que les femmes. Ils affirment que le pouvoir masculin est une illusion pour la majorité des hommes, soulignant que ceux-ci commettent trois fois plus de suicides, sont quinze fois plus touchés par des accidents mortels d’origine professionnelle, n’obtiennent la garde de leurs enfants que dans 12 % des cas après un divorce, rencontrent davantage de difficultés pour accéder à un logement en tant que sans-abris, et reçoivent en moyenne des peines plus lourdes que les femmes lors de jugements en comparution immédiate,,,.
En réponse, Sarah Maddison (en) de l'université technologique de Sydney, a déclaré que ces hommes « mobilisaient des discours de pouvoir en se rapportant uniquement à l'expérience individuelle, avec peu de conceptualisations des structures sociales ou des espaces, au-delà de ceux qui sont impliqués dans la vie quotidienne, personnelle et familiale (bien que même au sein de la famille, les relations de pouvoir genrés sont souvent invisibles ou déniés) ». C'est notamment ce que le chercheur et théoricien (pro)féministe Françis Dupuis-Déri nomme la « crise de la masculinité ». Selon lui, la crise de la masculinité désigne une victimisation et une instrumentalisation de la condition masculine visant à freiner les avancées du féminisme. Dans son livre La crise de la masculinité : autopsie d'un mythe tenace (2018), il démontre que la masculinité est perçue comme étant en crise presque exclusivement lorsque le féminisme atteint un certain niveau de progrès politique, ce qui en fait un mouvement essentiellement réactionnaire.